# موسع قصبي
الموسعات القصبية أو موسعات الشعب الهوائية (بالإنجليزية: Bronchodilators)‏ هي المواد التي تعمل على توسيع القصبات والقصيبات الهوائية، وبالتالي تخفّض مقاومة المجاري التنفسية للهواء وتزيد من تهويتها. وهي يمكن أن تكون منتجة ذاتيا داخل الجسم، أو أدوية مصنعة تعطى للمريض لعلاج مشاكل التنفس، غالبا ما تكون محضرة للاستنشاق. تستخدم هذه المواد عند علاج المرضى المصابين بأمراض الإنسداد الرئوي مثل الربو الشعبي والداء الرئوي المسد المزمن، لكن من غير الواضح ما إن كانت ذات فائدة كبيرة في علاج التهاب القصبات وتوسع القصبات.

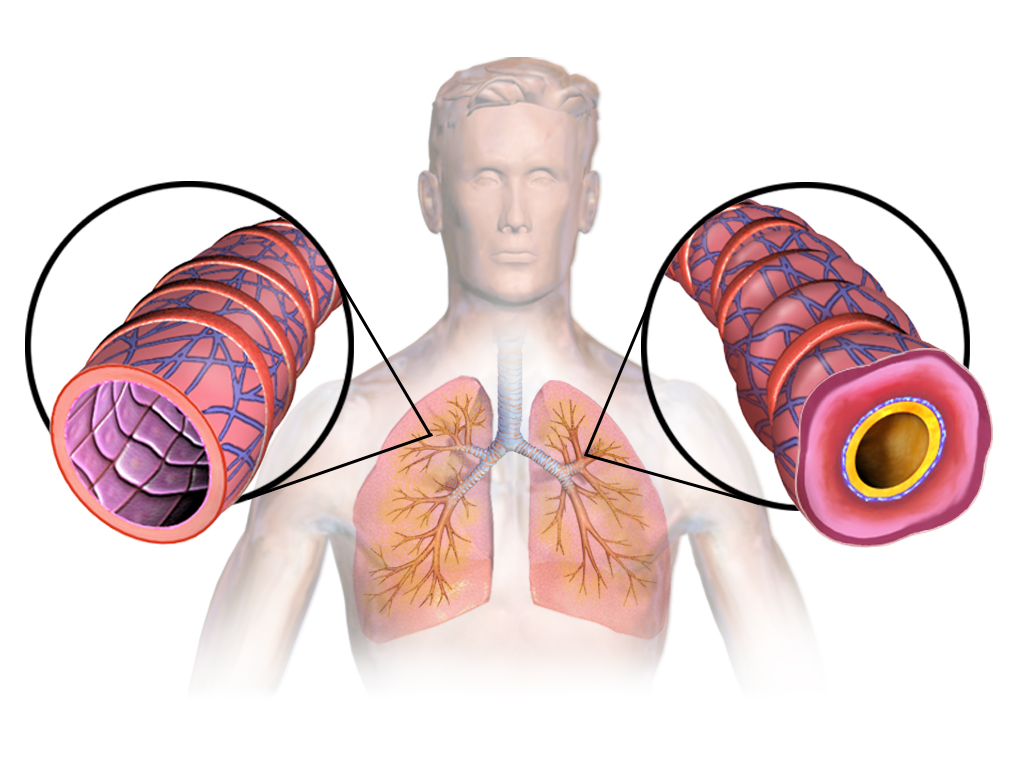
تضيق القصبات

موسعات الشعب الهوائية إما أن تكون قصيرة المفعول أو مديدة المفعول : قصيرة المفعول تستخدم للإغاثة السريعة من التضيق القصبي، بينما الموسعات القصبية طويلة المفعول تفيد في تجنب نوبات التضيق والتخفيف من الأعراض.
للموسعات القصبية الدوائية ثلاثة أصناف ناهضات مستقبلات بيتا 2 (قصيرة أو طويلة المفعول)، مضادات الكولين (قصيرة المفعول) والتيوفيلين (طويل المفعول).

## ناهضات مستقبلات بيتا-2 قصيرة المفعول
تستخدم ناهضات مستقبلات بيتا-2 قصيرة المفعول (بالإنجليزية: Short-acting β2-adrenergic agonists)‏ في التدبير الإسعافي في حالات هجمات الربو المفاجئة. حيث تؤمن راحة مؤقتة وسريعة لأعراض ضيق التنفس خلال أقل من 20 دقيقة ويمكن لمفعولها أن يستمر لحوالي الأربع إلى ست ساعات. كما يمكن أن تستخدم للوقاية من هجمات الربو المحرضة بالجهد أو عند التعرض لبرودة الهواء. السالبوتامول هو مثال عن هذه الأدوية ذات الخاصية الإنتقائية حيث ينحصر تأثيره على الرئتين فقط على خلاف أدوية أخرى غير انتقائية تملك تأثيرات على العضلة القلبية مثل الإفيدرين والإبنفرين.

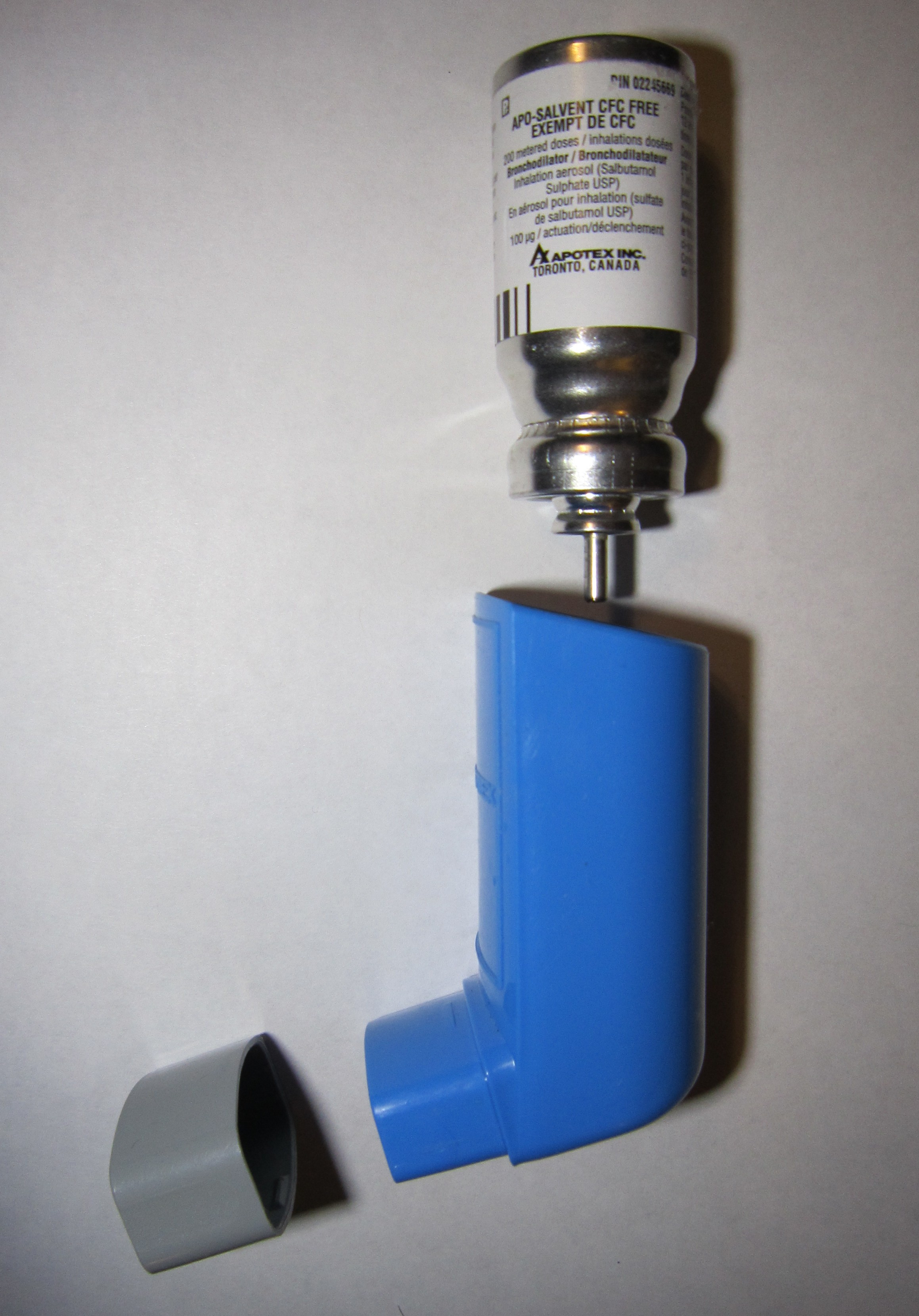
جهاز استنشاق للسالبوتامول، يستخدم لعلاج نوبات الربو

## ناهضات مستقبلات بيتا-2 مديدة المفعول
تؤخذ ناهضات بيتا-2 مديدة المفعول (بالإنجليزية: Long-acting β2-adrenergic agonists)‏ بجرعات دورية للوقاية و تجنب أعراض التضيق القصبي. تحتاج هذه الأدوية إلى مدة أطول لبدء مفعولها ولا تستخدم للتدبير السريع لكنها تنتج مفعولاً يدوم حتى 12 ساعة. تؤخذ عادة بجرعتين يوميا بالمشاركة مع أحد الأدوية المضادة للإلتهاب وتحافظ على مجرى هوائي سالك وتقي من أعراض الربو وخصوصا في أوقات الليل. من هذه الأدوية السالميترول والفورموتيرول.

## مضادات الكولين
من مضادات الكولين المفيدة في حالات التضيق القصبي بروميد التيوتروبيوم وبروميد الإيبراتروبيوم
بروميد التيوتروبيوم (بالإنجليزية: Tiotropium bromide)‏ مضاد كولين موسع للقصبات مديد التأثير يدوم مفعوله لأربع وعشرون ساعة، يستخدم في علاج داء الانسداد الرئوي المزمن.
أما الإبراتروبيوم بروميد (بالإنجليزية: Ipratropium bromide)‏ يستخدم في تدبير كل من الداء الانسدادي الرئوي المزمن والربو. ويوجد فقط بشكل مجضر للإستنشاق. يحسن من عمل الرئة وكونه ذو مفعول سريع فهو يقي من مخاطر نوبة الربو الحادة لكنه غير قادر على إيقاف نوبة الربو متى ما بدأت ولذلك يستخدم بالمشاركة مع أحد ناهضات بيتا-2 قصيرة المفعول. وهو يلعب دور ثانوي في علاج نوبة الربو الحادة حيث أن مفعوله لا يظهر إلا بعد ساعة من تعاطيه، لكنه رغم ذلك يلطف من الحالة ويخفف من عقباتها.
من تأثيراته الجانبية جفاف الحلق وفي حال ملامسته للعينين قد يسبب ضبابية في الرؤية لفترة وجيزة.

## مواد أخرى
التيوفيلين (بالإنجليزية: Theophylline)‏ هو من المواد ذات التأثير الموسع للقصبات مديد المفعول. ينتمي إلى صنف المتيل كزانتين (بالإضافة إلى الكافئين). يكمن دوره في الوقاية من هجمات الربو الشديدة وصعبة التدبير حيث يعطى بجرعة قد تصل إلى أربع مرات يوميا ويتم إجراء التحاليل الدموية بشكل دوري لمراقبة الحالة و تعديل الجرعة إن لزم الأمر. من تأثيراته الجانبية الغثيان، الإقياء، الإسهال، الصداع وآلام المعدة، اضطراب نظم القلب، تقلصات عضلية، عصبية وأرق. في حال ظهور هذه الأعراض يستوجب تعديل الجرعة. قد يساعد الثيوفيلين في حدوث الإرتجاع المريئي المعدي، عبر دوره المرخي للمصرة المريئية السفلية. تؤثر كل من أدوية الصرع وأدوية القرحة الهضمية والصادات الحيوية الحاوية على الإريثرومايسين على فعاليته. تتغير فعاليته أيضا عند تعاطي القهوة أو الشاي أو التبغ وعند الإصابة بالأمراض الفيروسية.
تمتلك بعض المنبهات (أدوية نفسية المفعول) مثل الأمفيتامين، الميثامفيتامين والكوكائين تأثيراً موسعاً للقصبات وكانت حيز الاستخدام قبل توفر ناهضات بيتا-2 بشكل فعال طبياً.

## موسعات قصبية شائعة
- سالبوتامول.
- بربوتيرول.
- ابينفرين.
- إفيدرين.
- سالميتيرول.
- كلينبوتيرول.
- فورموتيرول.